# 수원시 영통구의 국회의원

## 행정구역 변천
- 2003년 11월 24일 팔달구로부터 경기도 수원시 영통구 설치

## 수원시영통구의 역대 국회의원
| 대수   | 이름           | 소속정당       | 임기                              | 선거구역                                                                                      |
| ------ | -------------- | -------------- | --------------------------------- | --------------------------------------------------------------------------------------------- |
| 제17대 | 김진표(金振杓) | 열린우리당     | 2004년 5월 30일 ~ 2008년 5월 29일 | 수원시 영통구 일원                                                                            |
| 제18대 | 김진표(金振杓) | 통합민주당     | 2008년 5월 30일 ~ 2012년 5월 29일 | 수원시 영통구 일원                                                                            |
| 제19대 | 김진표(金振杓) | 민주통합당     | 2012년 5월 30일 ~ 2014년 5월 15일 | 수원시 정: 수원시 영통구 일원                                                                 |
| 제19대 | 박광온(朴洸瑥) | 새정치민주연합 | 2014년 7월 31일 ~ 2016년 5월 29일 | 수원시 정: 수원시 영통구 일원                                                                 |
| 제20대 | 박광온(朴洸瑥) | 더불어민주당   | 2016년 5월 30일 ~ 2020년 5월 29일 | 수원시 정: 영통구 매탄1동 매탄2동 매탄3동 매탄4동 원천동 영통1동 광교1동 광교2동              |
| 제20대 | 김진표(金振杓) | 더불어민주당   | 2016년 5월 30일 ~ 2020년 5월 29일 | 수원시 무: 권선구 세류1동, 세류2동, 세류3동, 권선1동, 권선2동, 곡선동, 영통구 영통2동, 태장동 |
| 제21대 | 박광온(朴洸瑥) | 더불어민주당   | 2020년 5월 30일 ~ 2024년 5월 29일 | 수원시 정: 영통구 매탄1동 매탄2동 매탄3동 매탄4동 원천동 영통1동 광교1동 광교2동              |
| 제21대 | 김진표(金振杓) | 더불어민주당   | 2020년 5월 30일 ~ 2024년 5월 29일 | 수원시 무: 권선구 세류1동, 세류2동, 세류3동, 권선1동, 권선2동, 곡선동, 영통구 영통2동, 태장동 |
| 제22대 | 김준혁(金俊爀) | 더불어민주당   | 2024년 5월 30일 ~ 현재            | 수원시 정: 영통구 매탄1동 매탄2동 매탄3동 매탄4동 원천동 영통1동 광교1동 광교2동              |
| 제22대 | 염태영(廉泰英) | 더불어민주당   | 2024년 5월 30일 ~ 현재            | 수원시 무: 권선구 세류2동 세류3동, 권선1동, 권선2동, 곡선동, 영통구 영통2동, 태장동           |

## 같이 보기
- 수원시 정
- 수원시 무
- 수원시 영통구 (선거구)
- 수원시의 국회의원
- 수원시 장안구의 국회의원
- 수원시 권선구의 국회의원
- 수원시 팔달구의 국회의원